# 중앙로 (통영시)
중앙로(Jungang-ro)는 경상남도 통영시 도천동에서 통영시 무전동  까지 연결되는 도로이다.

## 주요 경유지
경상남도
- 통영시 (도천동 - 무전동)

## 노선
| 이름       | 접속 노선                  | 소재지 | 소재지 | 비고 |
| ---------- | -------------------------- | ------ | ------ | ---- |
| 도천삼거리 | 여황로                     | 통영시 | 도천동 |      |
| 북신사거리 | 북신로                     | 통영시 | 도천동 |      |
| 무전사거리 | 원문로                     | 통영시 | 북신동 |      |
| 관문사거리 | 국도 제14호선 (남해안대로) | 통영시 | 무전동 |      |

## 주요 건물 및 시설
- 새마을금고 도천새마을금고 본점 (중앙로 36/도천동 220-3)
- 통영도천동 우편취급국 (중앙로 36/도천동 220-3)
- GS25 통영도천스타점 (중앙로 39/도천동 278-21)
- LG유플러스 통영도천국사 (중앙로 72/도천동 33-6)
- GS25 통영서호점 (중앙로 93/서호동 177-21)
- SK 텔레콤 T world 경남대리점 본점 (중앙로 105/항남동 270-48)
- 롯데리아 통영점 (중앙로 111/항남동 263-4)
- 던킨 통영중앙점 (중앙로 122/항남동 197-38)
- 우리은행 통영지점 (중앙로 143/중앙동 91)
- 유영초등학교 (중앙로 225/북신동 106-2)
- KB국민은행 통영지점 (중앙로 242/북신동 95-10)
- SK 텔레콤 T world 렉스대리점 통영북신점 (중앙로 248/북신동 38-3)
- 농협 통영농협하나로마트 북신점 (중앙로 286/북신동 6-2)
- 파리바게뜨 통영북신점 (중앙로 293/북신동 660-2)
- 농협 북신동지점 (중앙로 297/북신동 696)
- S-OIL 해동(통영)주유소 (중앙로 304/무전동 989-7)
- 올리브영 통영무전점 (중앙로 307/무전동 1037-6)
- 기아자동차 통영지점 (중앙로 317/무전동 1037-1)
- 통영우체국 (중앙로 325/무전동 1036-1)
- LG전자 베스트샾 통영점 (중앙로 318/무전동 988-1)